# Partido Agrario (Chili)
De Partido Agrario (Nederlands: Agrarische Partij, PA) was een kleine agrarische politieke partij in Chili die van 1931 tot 1945 bestond.
De oprichters van de PA vonden dat de klassieke burgerlijke partijen, PCon en PL de belangen van de (kleine) boeren te weinig behartigden. De Partido Agrario was sterk regionalistisch en vertoonde corporatistische trekjes. Het grootste electorale succes behaalde de partij bij de parlementsverkiezingen van 1932 toen vier zetels werden veroverd in de Kamer van Afgevaardigden. Bij opvolgende verkiezingen behaalde de partij gewoonlijk twee of drie zetels. In 1941 en in 1945 wist de partij ook zetels in de Senaat te veroveren.
In 1945 fuseerde de Partido Agrario met de Alianza Popular Libertadora (Volksvrijheid Alliantie) tot de Partido Agrario Laborista (Agrarische Arbeiderspartij).

## Zetels
| Kamer van Afgevaardigden | Kamer van Afgevaardigden | Kamer van Afgevaardigden |
| Jaar                     | Zetels                   | %                        |
| ------------------------ | ------------------------ | ------------------------ |
| 1932                     | 4/142                    | 2,01                     |
| 1937                     | 2/146                    | —                        |
| 1941                     | 3/147                    | 1,72                     |
| 1945                     | 3/147                    | 1,93                     |

| Senaat | Senaat | Senaat |
| ------ | ------ | ------ |
| 1932   |        |        |
| 1937   | 0/45   | —      |
| 1941   | 1/45   | 1,65   |
| 1945   | 2/45   | —      |